# Фредерик с'Якоб
Фредерик с'Якоб (нід. Frederik s'Jacob; 25 лютого 1822 — 3 квітня 1901) — п'ятидесятий генерал-губернатор Голландської Ост-Індії.

## Родина

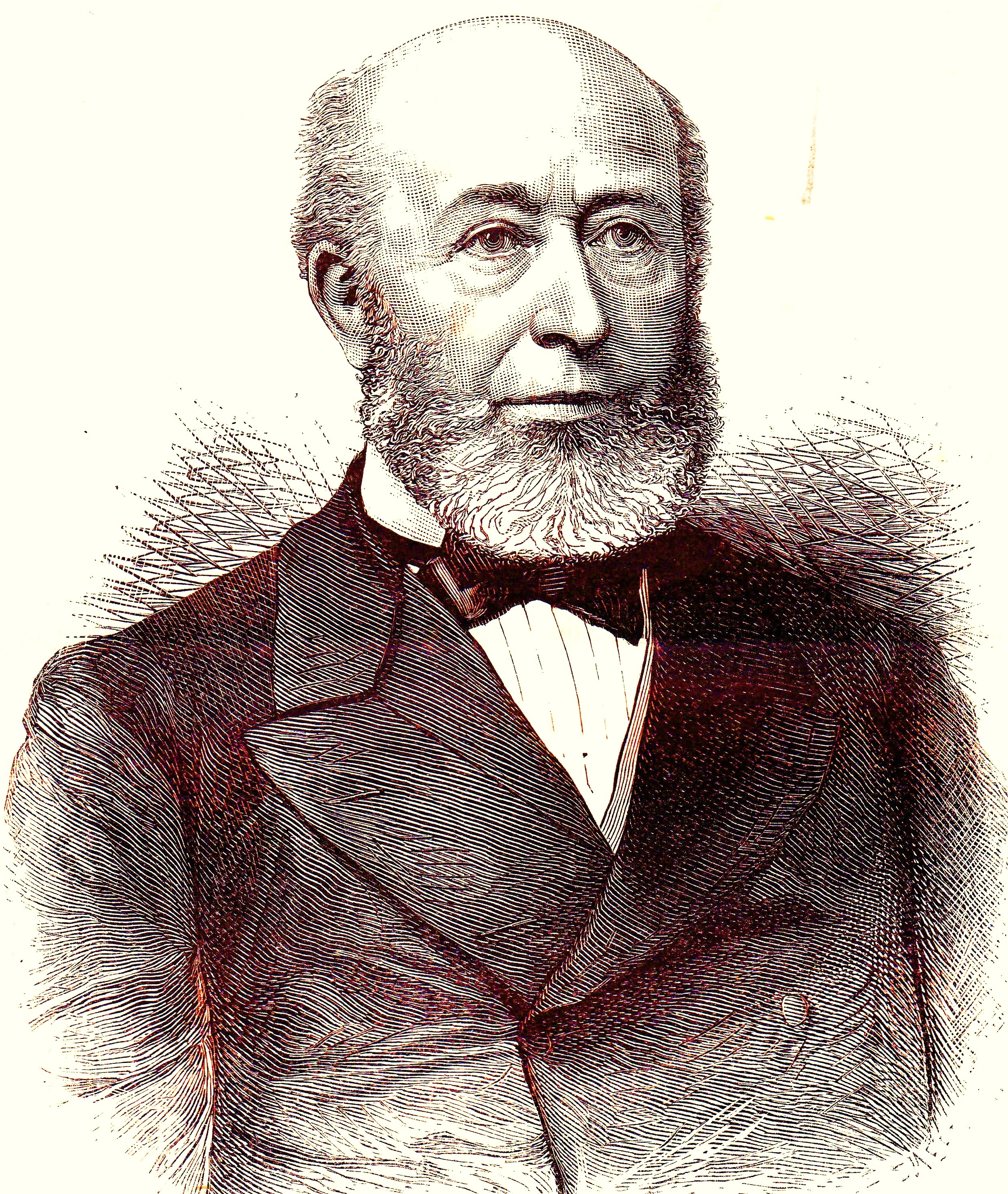
Фредерик с'Якоб

Фредерик с'Якоб був сином Фредеріка Бернарда с'Якоба, депутата і секретаря Державної Ради, і Марії Петронелли Рохуссен, родичці Яна Якоба Рохуссена. Він одружився в 1848 році на Леоні Сюзанні Шарлотті ван Гогендорп (дочці Карела Сірардуса ван Гогендорпа). Їх старший син Фредерік Бернард с'Якоб став в майбутньому мером Роттердаму. Другий син, Карел Сірардус Віллем прожив лише сім місяців. Його мати померла через три місяці після пологів.

## Кар'єра
В 1869 Фредерик с'Якоб став генеральним директором державної залізниці. Він пробув на цій посаді 10 років.
В 1881 році він став генерал-губернатором. За період його правління відбулись виверження вулкана Кракатау (1883) і спалах епідемії холери на Яві.
В 1883 році відбувся урядовий скандал, внаслідок якого міністр колоній де Брау пішов у відставку. Фредерик с'Якоб також подав у відставку. 
Був нагороджений лицарем ордену Віллема.